# Karl Menninger
Karl Augustus Menninger (22 de julio de 1893 - 18 de julio de 1990) fue un psiquiatra de Estados Unidos y miembro de la familia Menninger de psiquiatras quienes fundaron la Fundación Menninger y la Clínica Menninger en Topeka, Kansas.

## Biografía
Es hijo de Florence Vesta (Kinsley) y Charles Frederick Menninger, Menninger estudió en la Universidad Washburn, la Universidad de Indiana, y en la Universidad de Wisconsin–Madison. Ingresó en la Harvard Medical School, donde se graduó cum laude en 1917. 
Comenzando con una pasantía en la Ciudad de Kansas, trabajó en el Hospital Psicopatico de Boston y enseñó en la Harvard Medical School. En 1919, Menninger regresó a Topeka donde junto con su padre, funda la Clínica Menninger. Hacia 1925, había atraído una cantidad suficiente de inversores como para construir el Sanatorio Menninger. En 1930 publica su libro, The Human Mind (en español: La Mente Humana). En 1952, Karl Targownik, quien se convertiría en uno de sus mejores amigos, se incorpora a la Clínica. Su hermano, William C. Menninger, que desempeñó un rol destacado por sus trabajos en psiquiatría para el ejército de Estados Unidos, se les unió algo más tarde.
La Menninger Foundation fue creada en 1941. Luego de la Segunda Guerra Mundial, Karl Menninger lideró la fundación del Hospital Winer de la Administración de Veteranos, en Topeka. El mismo se convirtió en el más grande centro de entrenamiento psiquiátrico del mundo. 
En 1967, Chaim Potok cita a Menninger en la página de dedicatorias de la obra The Chosen. En 1983, Renee Richards también cita a Menninger en la página de dedicatorias de la obra Second Serve. En 1981, Menniger recibe la Medalla Presidencial de la Libertad, de manos de Jimmy Carter.

## Publicaciones
Menninger escribió varios libros y artículos. Entre los más importantes se cuentan:
- 1930. The Human Mind. Garden City, NY: Garden City Pub. Co.
- 1931. From Sin to Psychiatry, an Interview on the Way to Mental Health with Dr. Karl A. Menninger [by] L. M. Birkhead. Little Blue Books Series #1585. Girard, Kansas: Haldeman-Julius Press.
- 1938. Man Against Himself. New York: Harcourt, Brace.
- 1950. Guide to Psychiatric Books; with a Suggested Basic Reading List. New York: Grune & Stratton.
- 1952. Manual for Psychiatric Case Study. New York: Grune & Stratton.
- 1958. Theory of Psychoanalytic Technique. New York: Basic Books.
- 1959. A Psychiatrist’s World: Selected Papers. New York: Viking Press.
- 1963. The Vital Balance: The Life Process in Mental Health and Illness. New York: Viking Penguin.
- 1968. Das Leben als Balance; seelische Gesundheit und Krankheit im Lebensprozess. München: R. Piper.
- 1968. The Crime of Punishment. New York: Penguin Books.
- 1972. A Guide to Psychiatric Books in English [by] Karl Menninger. New York: Grune & Stratton.
- 1973. Whatever Became of Sin?. New York: Hawthorn Books.
- 1978. The Human Mind Revisited: Essays in Honor of Karl A. Menninger. Edited by Sydney Smith. New York: International Universities Press.
- 1985. Conversations with Dr. Karl Menninger (sound recording)